# Al-Sukhnah, Syria
Al-Sukhnah (tiếng Ả Rập: السخنة, cũng đánh vần al-Sukhanah) là một thị trấn ở miền đông Syria dưới sự quản lý của Chính quyền Homs, nằm ở phía đông của Homs trong sa mạc Syria. Các địa phương gần đó bao gồm Mayadin và al-Asharah ở phía đông, al-Taybah và Raqqa ở phía bắc, Salamiyah ở phía tây, Arak và Tadmur (Palmyra) ở phía tây nam.
Theo Cục Thống kê Trung ương Syria (CBS), al-Sukhnah có dân số 16.173 trong cuộc điều tra dân số năm 2004. Đây là trung tâm hành chính của al-Sukhnah nahiyah ("cấp dưới") bao gồm sáu địa phương với dân số tập thể là 21.880 trong cuộc điều tra dân số năm 2004. Cư dân của thị trấn chủ yếu là người Hồi giáo Sunni. Al-Sukhnah đã thu hút hàng trăm cư dân từ các ngôi làng gần đó trong thế kỷ 20  và hiện là một trung tâm xử lý khí đốt tự nhiên.

## Từ nguyên
Al-Sukhnah có nghĩa là "Sự ấm áp" trong tiếng Ả Rập, và được đặt tên như vậy vì các lò xo lưu huỳnh gần đó. Cuối thế kỷ 20, cư dân trong làng sẽ tắm trong suối nước nóng.

## Lịch sử
Năm 634, sau khi quân đội Rashidun của Khalid ibn Walid bắt giữ Arak, al-Sukhnah đã yên tâm tiếp nhận lực lượng Hồi giáo khi nghe các điều khoản đầu hàng hào phóng được đàm phán cho Arak. Năm 1225, al-Sukhnah được nhà địa lý Ả Rập Yaqut al-Hamawi mô tả là "một thị trấn nhỏ trên sa mạc Syria, nằm giữa Tadmur và 'Urd và Arak. Bên cạnh mùa xuân của nó là những cây cọ. Đó là trên đường một người đi đến Damascus từ Raqqa, và bạn đến đó trước khi đến Arak. " Vào giữa thế kỷ 14, Ibn Batuta đã viết rằng al-Sukhnah là "một thị trấn xinh đẹp", với dân số chủ yếu là Kitô giáo. Ông lưu ý rằng al-Sukhnah đã nhận được tên của nó từ sức nóng của nước và rằng có những nhà tắm trong thị trấn.
Trong suốt thế kỷ 17 và 18, al-Sukhnah từng là một trung tâm thương mại quan trọng ở sa mạc Syria giữa những cư dân của các ngôi làng gần đó và các bộ lạc Bedouin khác nhau. Cụ thể, Sawakhina ("người đến từ al-Sukhnah"), không thể thiếu trong thương mại với liên minh bộ lạc 'Anizzah. Không giống như hầu hết các nhóm Bedouin, 'Anizzah không duy trì mối quan hệ kinh tế với các ngôi làng nội địa của Syria và giao dịch của họ với al-Sukhnah là độc nhất. 'Anizzah sẽ buôn bán lạc đà, ngựa, tro kiềm và da trong khi các thương nhân từ al-Sukhnah bán lúa mì, quần áo, vũ khí và đồ dùng. Tuy nhiên, đến giữa thế kỷ 19, vai trò của nó đã giảm đi cùng với sự trỗi dậy của Deir ez-Zor, và nhiều cư dân của nó đã di cư đến thành phố đó và đến Aleppo, Homs và Hama. Vào đầu thế kỷ 20, al-Sukhnah có khoảng 100 ngôi nhà và một tiền đồn lớn, kiên cố được quản lý bởi một đơn vị đồn trú của Ottoman. Cư dân của nó đã bị bần cùng hóa và tham gia vào việc canh tác ngũ cốc. Tuy nhiên, cho đến ngày nay, al-Sukhnah vẫn tiếp tục hoạt động như một trung tâm giao dịch giữa cư dân và các bộ lạc trong vùng lân cận, như 'Umur và Sba'a, hai chi nhánh của' Anizzah.
Sau nhiều nỗ lực không thành công, Nhà nước Hồi giáo ở Iraq và Syria đã chiếm được thị trấn vào ngày 13 tháng 5 năm 2015, như một phần trong cuộc tấn công rộng lớn hơn của họ để kiểm soát Tadmur (Palmyra) và Sa mạc Syria, một khu vực chiến lược là chìa khóa của đường dây cung cấp ISIS và một khu vực có nhiều giếng dầu. Trong trận chiến giành al-Sukhnah, Quân đội Syria đã phải gánh chịu 70 trường hợp tử vong, trong khi ISIS mất 40 chiến binh. Khoảng 1.800 gia đình đã trốn khỏi thị trấn để đảm bảo an toàn ở Tadmur. Sau khi chiếm được al-Sukhnah, phiến quân ISIS đã hành quyết 26 thường dân, chặt đầu mười người trong số họ.
Kể từ cuộc tấn công cuối cùng của Palmyra vào tháng 2 năm 2017, một trận chiến dẫn đến chiến thắng lớn của Quân đội Syria, Lực lượng Vũ trang Syria đã có những tiến bộ dọc theo Đường Palmyra-Al Sukhnah. Đến ngày 27 tháng 7 năm 2017, các lực lượng chính phủ đã tiếp cận và chiếm được những ngọn đồi chiến lược cách thị trấn chưa đầy hai km. Vào ngày 6 tháng 8 năm 2017, các lực lượng chính phủ đã chiếm lại thị trấn Al Sukhnah. Điều này khiến con đường mở ra thành phố Deir ez-Zor đang bị bao vây.

## Nền kinh tế
Các cư dân của Sukhnah được liên kết với các bộ lạc khác nhau trong khu vực thông qua các mối quan hệ kinh tế phân cấp khác nhau. Họ đã trả tiền thuế cho vụ thu hoạch ngũ cốc của họ cho Sba'a, người đổi lại bảo vệ thương mại của họ. Họ cũng ký gửi đàn cừu của mình cho 'Umur và Hadidiyin. Đối với tất cả các bộ lạc này, cư dân của al-Sukhnah đã cung cấp ngũ cốc, vải, quần áo và nhiều đồ gia dụng và thực phẩm khác nhau, trong khi mua từ họ các sản phẩm mục vụ để bán lại cho các thành phố lớn của Syria. Ngày nay, al-Sukhnah đã trở thành một trung tâm công nghiệp nhỏ về khí đốt tự nhiên.